# Lepidiota bidentata
Lepidiota bidentata är en skalbaggsart som beskrevs av Peter Geoffrey Allsopp 1989. Lepidiota bidentata ingår i släktet Lepidiota och familjen Melolonthidae. Inga underarter finns listade i Catalogue of Life.